# Veerhavenconcert
Het Veerhavenconcert was een klassiek muziekconcert dat van 2002 tot 2018 jaarlijks eind augustus gehouden werd in de Veerhaven in het Scheepvaartkwartier in Rotterdam.
Het Veerhavenconcert is in 2002 begonnen als bedrijfsfeest ter gelegenheid van het vijfjarig bestaan van OVG Real Estate. Het concert vond 's avonds plaats in de open lucht op een ponton. Het concert was gratis toegankelijk en voor de circa vierduizend toeschouwers waren plaatsen op een ander ponton en op de kade aan de zijde van de Veerkade. Ook het water tussen het concert- en het toeschouwersponton lag vol sloepen met publiek. Ook de generale repetitie 's middags voorafgaand aan het concert was gratis toegankelijk en trok veel belangstelling.
Het Rotterdams Philharmonisch Orkest speelde op tien van de zestien concerten, waaronder het jubileumconcert in 2017. Daarbij stond het orkest onder leiding van de toen nog toekomstige chef-dirigent Lahav Shani. Het Veerhavenconcert werd georganiseerd door de Stichting Veerhavenconcert met medewerking van Rotterdam Festivals en de gemeente Rotterdam. Het concert werd naar de belangrijkste sponsor ook wel aangeduid als het OVG Veerhavenconcert.
In februari 2019 maakte de organisatie bekend dat het door een combinatie van stijgende kosten en achterblijvende sponsorgelden na zestien edities niet langer mogelijk was het Veerhavenconcert te organiseren.